# مالاو
مالاو (بالإغريقية: Μαλαὼ)‏    كانت مدينة مينائية صومالية قديمة في صوماليلاند الحالية. كانت المدينة تقع في موقع ما أصبح فيما بعد مدينة بربرة . كانت عضوًا تجاريًا رئيسيًا مشاركًا في تجارة البحر الأحمر والمحيط الهندي في القرون الأولى بعد الميلاد. حافظت المدينة أيضًا على سوق نقدي مهم للتجار الذين يتبادلون البضائع بعملات الإمبراطورية الرومانية . 

## التاريخ والتجارة
تم وضع مدينة مالاو الساحلية القديمة في مدينة بربرة الصومالية التاريخية. تم ذكره في القرن الأول الميلادي محيط البحر الاحمر :
بخلاف شبه الجزيرة العربية ، تم شراء البضائع ونقلها أيضًا إلى الإمبراطوريات اليونانية والرومانية والمصرية.  اكتسبت مالاو مستوى عالٍ من التجارة من موقعها المترابط ، من خلال كونها أقرب ميناء أفريقي إلى شبه الجزيرة العربية والطبيعة الأكثر سلمية للمدينة ، مقارنة بالمناطق التجارية المحتملة الأخرى. 